# Пфаффова ориентация
Пфаффова ориентация неориентированного графа {\displaystyle G} — это ориентация (назначение направления каждому ребру графа), при которой любой чётный центральный цикл нечётно ориентирован. 

## Определения
В этом определении цикл {\displaystyle C} чётный, если он содержит чётное число рёбер. {\displaystyle C} является центральным, если подграф графа {\displaystyle G}, полученный удалением всех вершин {\displaystyle C}, имеет совершенное паросочетание. Центральные циклы называются также иногда знакопеременными контурами. Цикл {\displaystyle C} нечётно ориентирован, если содержит нечётное число рёбер одной из двух ориентаций.

## Алгоритм FKT
Пфаффовы ориентации изучались в связи с их применением в алгоритме FKT подсчёта числа совершенных паросочетаний в заданном графе. В этом алгоритме ориентации рёбер используются для назначения значений {\displaystyle \pm 1} переменным в матрице Татта графа. Тогда пфаффиан матрицы (квадратный корень его определителя) даёт число совершенных паросочетаний. Каждое совершенное паросочетание даёт вклад {\displaystyle \pm 1} в пфаффиан в зависимости от ориентации. Выбор пфаффовой ориентации обеспечивает, чтобы эти вклады все имели одинаковые знаки, так что ни один из них не сокращается с другим.
Этот результат контрастирует с существенно большей вычислительной сложностью подсчёта сочетаний в произвольных графах.

## Пфаффовы графы
Граф называется пфаффовым, если он имеет пфаффову ориентацию.
Любой планарный граф пфаффов.
Ориентация, в которой каждая грань планарного графа имеет нечётное число направленных по часовой стрелке рёбер, автоматически пфаффова. Такая ориентация может быть найдена, начав с произвольной ориентации остовного дерева графа.
Остальные рёбра, не входящие в это дерево, образуют остовное дерево двойственного графа и их ориентации могут быть выбраны согласно порядку обхода двойственного остовного дерева снизу вверх, с целью обеспечить, чтобы каждая грань исходного графа имела нечётное число рёбер, направленных по часовой стрелке. Более обще, любой свободный от {\displaystyle K_{3,3}}-миноров граф имеет пфаффову ориентацию. Это графы, не имеющие коммунального графа {\displaystyle K_{3,3}} (который не пфаффов) в качестве минора графа. По теореме Вагнера свободные от {\displaystyle K_{3,3}}-миноров графы образуются путём склеивания копий планарных графов и полного графа {\displaystyle K_{5}} вдоль общих рёбер. Та же самая структура склеивания может быть использована для получения пфаффовой ориентация этих графов.
Кроме {\displaystyle K_{3,3}}, существует бесконечно много минимальных непфаффовых графов. Для двудольных графов можно определить, существует ли пфаффова ориентация, и если существует, найти таковую за полиномиальное время.